# Ettore Luzzatto
Ettore o Edgar Luzzatto (Milano, 25 novembre 1914 – Tel Aviv-Yafo, 29 giugno 2011) è stato un ingegnere chimico e scrittore italiano.

## Biografia
Nato a Milano da famiglia friulana, si è laureato in ingegneria chimica al Politecnico di Milano, ma presto ha dovuto emigrare a causa delle leggi razziali. Durante la Seconda guerra mondiale ha vissuto negli Stati Uniti d'America, lavorando come topografo, rappresentante, facchino, giornalista. Alla fine della guerra si trovava nelle Filippine.
Rientrato in Italia si è laureato anche in giurisprudenza. Nella professione ha lavorato come consulente per numerose aziende private e pubbliche, italiane ed estere, sul confine tra industria e diritto, in particolare riguardo alla "proprietà industriale".
Nel 1958 ha partecipato come esperto nelle delegazione italiana alla "Conferenza di Lisbona" per la revisione della "Convenzione d'Unione di Parigi".
Considerato uno dei migliori brevettisti d'Italia, è stato membro di varie associazioni del suo ramo, tra cui la "International Academy of Law and Science".
Appassionato cultore di antropologia sociale, dal 1957 è stato membro corrispondente del "Royal Anthropological Institute of Great Britain and Ireland".
Nella quarta di copertina del suo romanzo Giochi di coltello (1966), storia di un adolescente che prende dolorosa coscienza del contesto in cui vive, ha sostenuto un'idea di letteratura come impegno rifiutandosi di considerare quest'ultima «un hobby».

## Opere

### Narrativa
- Samaele (novelle), Varese, Istituto editoriale cisalpino, 1962.
- Giochi di coltello, Bari, De Donato, 1966.
- L'affare Biancofumo, Firenze, Edizioni del Riccio, 1983.

### Saggistica
- Il consulente tecnico in materia di brevetti, Milano, Malfasi, 1953.
- Teoria e tecnica dei brevetti d'invenzione, Milano, Varese, Istituto editoriale cisalpino, 1960.
- (EN) The industrial property factor in industrial research, Tel-Aviv, Achiasaf Pub. House, 1978.